# Crowley County
Crowley County [ˈkɹaʊli] ist eine Verwaltungseinheit (County) im zentralen bis südöstlichen Teil des US-Bundesstaates Colorado. Der Verwaltungssitz (County Seat) ist Ordway.

## Geographie
Crowley liegt in den Östlichen Plains – östlich des Sangre-de-Cristo-Gebirges in einer bevölkerungsarmen Region im Arkansas-Becken. Während der nördliche Teil des Verwaltungsbezirks eine nahezu unbewohnte Gebirgslandschaft ist, entstanden im südlichen Teil entlang der US-Bundesstraße 96 von Pueblo in Richtung Kansas vier kleinere Städte, von denen nur Ordway mehr als 1000 Einwohner hat.
Das Couty liegt nördlich des Arkansas in den Plains gelegen. Er entstand im Jahr 1911 aus dem nördlichen Teil des heute benachbarten Otero und wird ferner von Pueblo im Westen, Lincoln im Norden und Kiowa im Osten umschlossen. Durch den gleichmäßig rechteckigen Grenzverlauf schließt im Nordwesten zudem der Bezirk El Paso an, ohne das mit ihm ein gemeinsamer Grenzverlauf besteht.

## Demografische Daten
Nach der Volkszählung im Jahr 2000 lebten im County 5518 Menschen. Es gab 1358 Haushalte und 957 Familien. Die Bevölkerungsdichte betrug 3 Einwohner pro Quadratkilometer. Ethnisch betrachtet setzte sich die Bevölkerung zusammen aus 82,95 Prozent Weißen, 7,05 Prozent Afroamerikanern, 2,59 Prozent amerikanischen Ureinwohnern, 0,82 Prozent Asiaten, 0,02 Prozent Bewohnern aus dem pazifischen Inselraum und 4,77 Prozent aus anderen ethnischen Gruppen; 1,81 Prozent stammten von zwei oder mehr Ethnien ab. 22,54 Prozent der Bevölkerung waren spanischer oder lateinamerikanischer Abstammung.
Von den 1.358 Haushalten hatten 34,5 Prozent Kinder und Jugendliche unter 18 Jahre, die bei ihnen lebten. 55,1 Prozent waren verheiratete, zusammenlebende Paare, 11,0 Prozent waren allein erziehende Mütter. 29,5 Prozent waren keine Familien. 25,7 Prozent waren Singlehaushalte und in 13,0 Prozent lebten Menschen im Alter von 65 Jahren oder darüber. Die Durchschnittshaushaltsgröße betrug 2,59 und die durchschnittliche Familiengröße lag bei 3,12 Personen.
Auf das gesamte County bezogen setzte sich die Bevölkerung zusammen aus 18,8 Prozent Einwohnern unter 18 Jahren, 9,9 Prozent zwischen 18 und 24 Jahren, 39,6 Prozent zwischen 25 und 44 Jahren, 20,8 Prozent zwischen 45 und 64 Jahren und 10,8 Prozent waren 65 Jahre alt oder darüber. Das Durchschnittsalter betrug 37 Jahre. Auf 100 weibliche Personen kamen 205,4 männliche Personen, auf 100 Frauen im Alter ab 18 Jahren kamen statistisch 240,9 Männer.
Das jährliche Durchschnittseinkommen eines Haushalts betrug 26.803 USD, das Durchschnittseinkommen der Familien betrug 32.162 USD. Männer hatten ein Durchschnittseinkommen von 20.813 USD, Frauen 21.920 USD. Das Prokopfeinkommen betrug 12.836 USD. 18,5 Prozent der Bevölkerung und 15,2 Prozent der Familien lebten unterhalb der Armutsgrenze. Darunter waren 23,6 Prozent der Bevölkerung unter 18 Jahren und 13,5 Prozent der Einwohner ab 65 Jahren.

## Kultur und Sehenswürdigkeiten

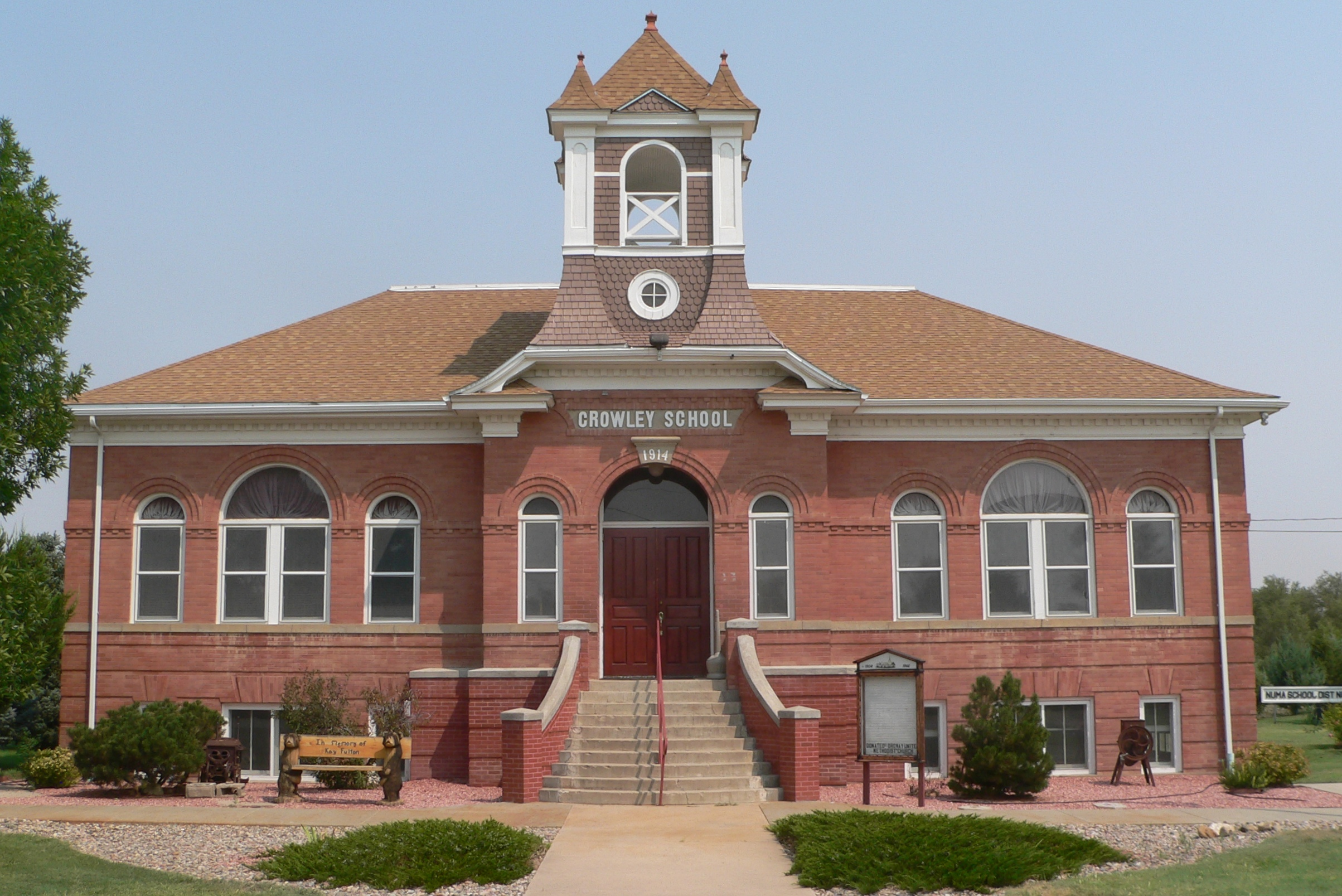
Crowley School (2012). Dieses auch als Crowley County Heritage Center bekannte Gebäude wurde 1914 im Stile der Neorenaissance errichtet. Im Juli 1999 wurde die heute als Kulturzentrum fungierende Schule in das NRHP eingetragen.

Mit der Crowley School ist ein Bauwerk des County im National Register of Historic Places („Nationales Verzeichnis historischer Orte“; NRHP) eingetragen (Stand 23. August 2022).

## Städte im County
- Crowley
- Olney Springs
- Ordway
- Sugar City

## Flüsse
- Arkansas River (teilweise Grenzfluss zu Otero)
- Colorado Canal